# Корея Якулт
hy Co., Ltd (кор.: 주식회사 에치와이), ранее известная как Korea Yakult (한국야쿠르트) — южнокорейская пищевая компания, базирующаяся в Сочхо, Сеул. Это одна из крупнейших пищевых компаний, которая производит напитки (в том числе сикхе и суджонгву) и молочные продукты (в том числе якулт — напиток, похожий на йогурт).

## История
Корейское совместное предприятие Юн Док Бёна и Yakult Honsha было создано 27 ноября 1969 года под названием 한국야쿠르트유업주식회사 (Korea Yakult, Inc.).
Продажи якулта начались в 1971 году, что в первые дни было встречено негативно ввиду недостатка знаний о молочнокислых бактериях. В то время распространялись слухи об этом продукте, так как считалось, что молочная кислота вредна для организма. Несмотря на это, Юн продолжил продажи, начав с агрессивной маркетинговой кампании, включающей «бесплатную дегустационную кампанию» для публики, кампанию по распродажам от двери к двери путём найма домохозяек (которые стали известны как Yakult Lady), которые знали местный район и местных жителей. Эта маркетинговая кампания привела к большому успеху, и к 1977 году продажи увеличились до миллиона бутылок в день.
В 1976 году Коя основала Корейский научно-исследовательский институт Yakult, который известен исследованиями и изобретением пробиотиков/лактобактерий Bifidobacterium HY8001, в результате чего Южная Корея гораздо меньше зависит от импорта молочнокислых продуктов из США, Европы, Японии и многих других стран. Научно-исследовательский институт также располагает библиотекой из более чем 4000 видов штаммов бифидобактерий, имеющих 139 патентных регистраций и 56 запатентованных штаммов, и с момента своего основания разработал 22 лактобактерии для применения в продуктах. Это родина многих продуктов, которые продаёт корейская компания Yakult.
В 1987 году компания начала распространять свою продукцию за рубежом под торговой маркой Paldo. В 2012 году была запущена компания Paldo Co. Ltd. как независимая дочерняя компания Korea Yakult.
В 2019 году Korea Yakult изменила название «Yakult Lady» (야쿠르트 아줌마), которое является символом компании, на «Fresh Manager» (프레시 매니저), чтобы отметить 50-летие со дня основания.
29 марта 2021 года компания Korea Yakult объявила о переименовании своего бизнеса в hy, Ltd. из-за заинтересованности в расширении своего портфеля в секторе дистрибуции после собрания акционеров накануне.